# رایس (خواننده)
رایس (به انگلیسی: Rhys) با نام اصلی ریس کلارستد (به انگلیسی: Rhys Clarstedt) (زاده  ۲۷ اکتبر ۱۹۹۷) خواننده، ترانه‌سرا سوئدی-آمریکایی است.